# هیلاریوس

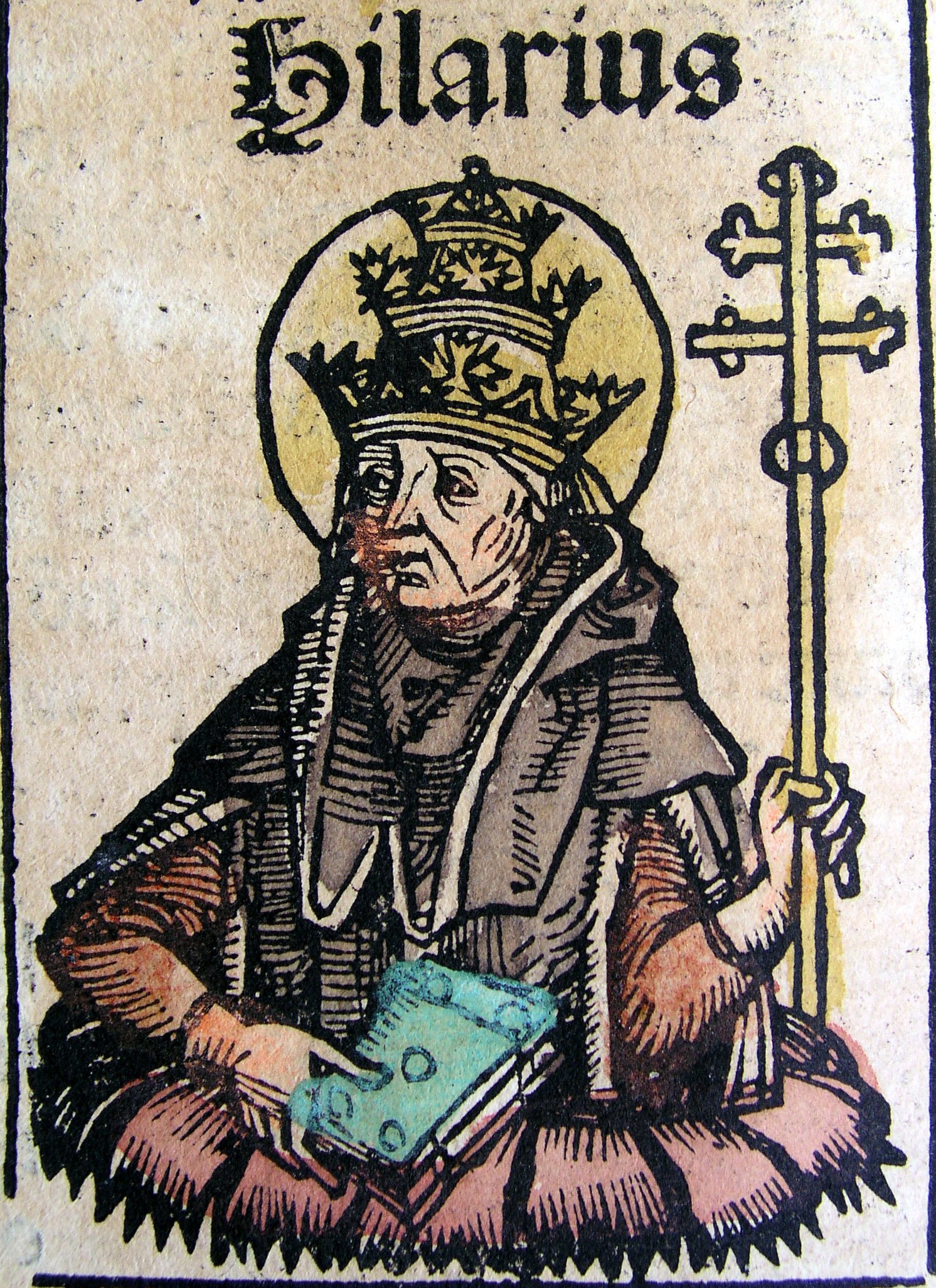

پاپ هیلاریوس (به انگلیسی: Pope Hilarius) یکی از پاپ‌های کلیسای کاتولیک رم بود که بین سال‌های ۴۶۱ تا ۴۶۸ میلادی پاپ بود.